# Sternostylus hawaiiensis
Sternostylus hawaiiensis is een tienpotigensoort uit de familie van de Sternostylidae. De wetenschappelijke naam van de soort werd voor het eerst geldig gepubliceerd in 1977 door Baba als Gastroptychus hawaiiensis.